# Strictly Ballroom – Die gegen alle Regeln tanzen
Strictly Ballroom – Die gegen alle Regeln tanzen ist ein australischer Tanzfilm aus dem Jahr 1992 von Baz Luhrmann mit Paul Mercurio.

## Handlung
Scott Hastings ist einer der besten Turniertänzer Australiens aus einer Familie mit einer langen und erfolgreichen Tradition des Tanzens. Angefeuert von seiner ehrgeizigen Mutter Shirley startet Scott mit seiner Partnerin Liz bei einem Vorausscheid zum „Pan Pacific Grand Prix“, der australischen Standardtanz-Meisterschaft. Da passiert das Unglaubliche: Während des Sambas improvisiert Scott plötzlich und bringt seine eigenen Tanzschritte ein. Während das Publikum jubelt, ist die Vorstandsriege entsetzt. Allen voran Barry Fife, der Chef der australischen Tanzvereinigung, der Scott wegen der nicht erlaubten Schritte (engl.: not strictly ballroom) disqualifiziert. Auch Liz und Shirley sind wie vor den Kopf gestoßen und versuchen Scott zur Vernunft zu bringen.
Nur wenige verstehen Scott, darunter sein eher unscheinbarer Vater Doug. So schlägt die große Stunde von Mauerblümchen Fran, die heimlich in den Tänzer verliebt ist. Die Tochter spanischer Immigranten teilt wie er die Leidenschaft fürs Tanzen und studiert mit ihm mit Unterstützung ihrer Familie den Paso Doble ein. Während Scott lediglich Tanzen, Rhythmik und eine neue Partnerin im Kopf hat, kommt Fran so ihrem Schwarm endlich näher. Zur gleichen Zeit versuchen Barry und Shirley Scott zur Rückkehr zu bewegen und sondieren Ersatzpartnerinnen. Denn die lediglich auf Ruhm und das Preisgeld fixierte Liz hat inzwischen mit einem alternden Tanzstar angebändelt, der ihr zum Sieg verhelfen soll. Scott lehnt jedoch alle vorgeschlagenen Damen ab und will mit Fran das Turnier gewinnen, in die er sich nun doch verliebt hat.
Barry belügt Scott über die Vergangenheit seiner Eltern und kann ihn zunächst zur Umkehr bewegen. Schließlich soll er später nicht so enden wie sein Vater Doug, der damals angeblich seine große Karriere mit eigensinnigen Improvisationen verdarb. Später, beim entscheidenden Wettbewerb, wird Scott mit Fran konfrontiert und will sich erklären, sie läuft traurig davon. In diesem Moment greift Doug ein und erzählt Scott die Wahrheit über seine Vergangenheit: er wollte damals auch eigene Schritte tanzen, wurde aber von seiner Frau Shirley im Stich gelassen, aus Angst vor den Konsequenzen; nämlich den „Pan Pacific Grand Prix“ zu verlieren. Scott sucht Fran daraufhin auf und kann sie schließlich doch noch dazu überreden, am Turnier teilzunehmen. Derweil entdecken Scotts Freunde einen Manipulationsversuch von Barry Fife.
Scott und Fran liefern eine begeisternde Darbietung ab. Barry disqualifiziert die beiden zwar und lässt die Musik abstellen. Aber von Doug angefeuert, schlägt sich das Publikum auf ihre Seite und klatscht ersatzweise den Rhythmus vor; die beiden tanzen als moralische Sieger weiter. Als ausgerechnet Liz schließlich die Musik wieder anstellen kann, verwandelt sich der Wettbewerb in einen fröhlichen Ball, an dem das ganze Publikum teilnimmt. Scott und Fran werden ein Paar.

## Kritiken
„Ein hervorragender Tanzfilm, der den Paso Doble feiert und durch seine Leidenschaft, die opulente Ausstattung, seine fulminante Kameraarbeit und einen vorzüglichen Darsteller besticht. Wunderschöne Unterhaltung ohne aufgesetzte Botschaft.“

## Auszeichnungen
- 1992
  - Australian Film Institute Award Bestes Kostümdesign (Catherine Martin)
  - Australian Film Institute Award Bester Schnitt
  - Australian Film Institute Award Bestes Szenenbild (Catherine Martin)
  - Australian Film Institute Award Bester Nebendarsteller (Barry Otto)
  - Australian Film Institute Award Beste Nebendarstellerin (Pat Thomson)
  - Australian Film Institute Award Bester Regisseur
  - Australian Film Institute Award Bester Film
  - Australian Film Institute Award Bestes Drehbuch
  - Nominierung: Australian Film Institute Award Beste Kamera
  - Nominierung: Australian Film Institute Award Bester Ton
  - Nominierung: Australian Film Institute Award, Bester Hauptdarsteller (Paul Mercurio)
  - Nominierung: Australian Film Institute Award, Bester Hauptdarstellerin (Tara Morice)
  - Nominierung: Australian Film Institute Award, Bester Nebendarsteller (Gia Carides)
- 1992 Internationale Filmfestspiele von Cannes: Award Jugendpreis für den besten Film
- 1993
  - BAFTA Film Award Bestes Kostümdesign
  - BAFTA Film Award Bestes Drehbuch
  - BAFTA Film Award, Bestes Szenenbild
  - Nominierung BAFTA Film Award Beste Hauptdarstellerin (Tara Morice)
  - Nominierung BAFTA Film Award Bester Schnitt
  - Nominierung BAFTA Film Award Bester Film
  - Nominierung BAFTA Film Award Bestes adaptiertes Drehbuch
  - Nominierung BAFTA Film Award Bester Sound
- 1993 Nominierung Golden Globe Award bester Film (Musical oder Komödie)
- 1993 London Critics Circle Film Awards: ALFS Award Newcomer des Jahres (Baz Luhrmann)
- 1994 Nominierung Bogota Film Festival: Golden Precolumbian Circle Award für den besten Film

## Trivia
- Der Film basiert auf einem gleichnamigen Theaterstück aus dem Jahr 1986. Dieses wurde ebenfalls von Baz Luhrmann produziert, der im Stück auch auftrat. Luhrmann taucht auch im Film auf: er ist der Mann mit der silbernen Jacke, der auf dem „Pan Pacific“ von Mercurio zur Seite geschoben wird, während er nach Fran sucht.
- Viele Darsteller des Films waren auch im Leben professionelle Tänzer. Unter anderem auch Paul Mercurio, der nach seiner kurzen Kinokarriere wieder zum Turniertanz zurückkehrte.
- Tara Morice wurde beinahe nicht für die Rolle der Fran gecastet, da sie diese bereits in der Bühnenversion gespielt hatte und die Produzenten keine Nichttänzerin für die weibliche Hauptrolle wollten. Für Frans „Hässliches Entchen“-Phase wurden ihr künstliche Pickel ins Gesicht gemalt.
- Das Lied Time after Time wird von Tara Morice und Mark Williams gesungen.
- Das Haus von Frans Familie wurde in der Nähe einer echten Bahnstation gebaut. Zwei Einstellungen, in denen ein Zug am Haus vorbeifuhr, waren die teuersten des ganzen Films, da die Züge für die Durchfahrt gemietet wurden.
- Viele der Accessoires für die Paso Doble-Tanzoutfits wurden aus Spanien eingeflogen.
- „Strictly Ballroom“ war der letzte Film mit Pat Thomson. Die Darstellerin von Scotts Mutter starb noch vor der Premiere des Streifens.
- Mercurio bestritt die Tanzszene beim „Pan Pacific“ mit einem verstauchten Fuß.
- Diese Tanzszene war die erste, die gedreht wurde, und gleichzeitig für Tara Morice die erste vor einer Kamera. In einem Interview erzählt sie, dass sie vor Angst nur Mercurios Gesicht gesehen hat.
- Große Teile der Handlung wurden für das Musical „Miami Nights“ wieder verwendet.